# Người Ahom

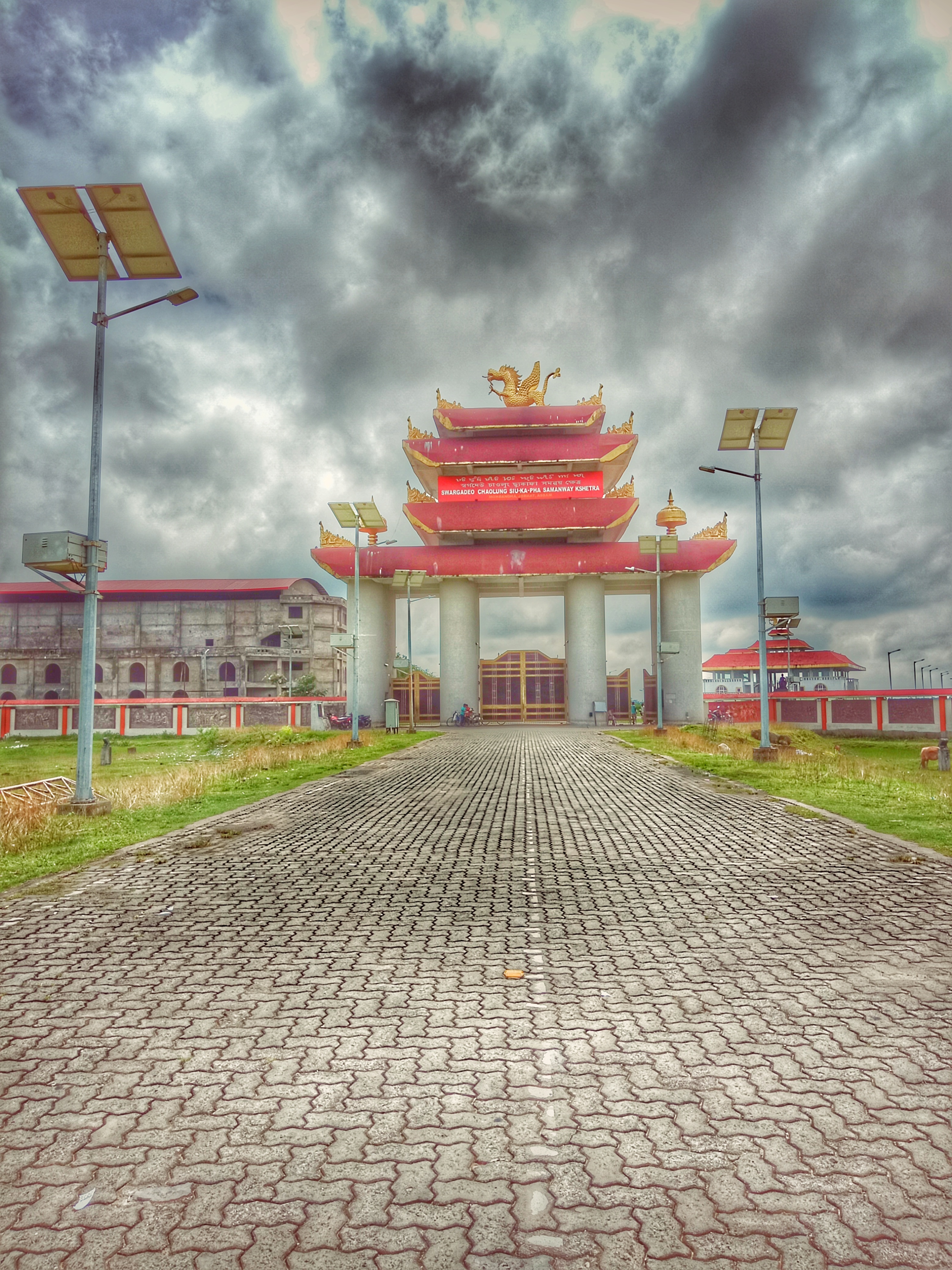
Sukapha Kshetra

Người Ahom (phát âm: /ˈɑːhɒm/), hay Tai Ahom là một nhóm sắc tộc Thái ngày nay đang cư trú ở các bang Assam và Arunachal Pradesh của Ấn Độ.
Người Tai Ahom từng nói tiếng Ahom, một ngôn ngữ Thái, được xếp vào Nhóm ngôn ngữ Thái Tây Nam , có quan hệ gần với tiếng Shan, tiếng Khamti và hơi xa hơn là với tiếng Thái.

## Khái quát
Người Tai Ahom là hậu duệ của người Thái đã đến thung lũng Assam của Brahmaputra vào năm 1228, và những người dân địa phương đã kết nối cùng họ trong suốt quá trình lịch sử. Thủ lĩnh của nhóm Thái là Sukaphaa cùng 9000 tín đồ của ông đã thành lập vương quốc Ahom (1228 - 1826), kiểm soát phần lớn Thung lũng Bramhaputra ở vùng đất bang Assam hiện đại cho đến năm 1826. Mặc dù Ahom chiếm một phần tương đối nhỏ trong dân số vương quốc, họ duy trì ngôn ngữ Ahom ban đầu và thực hành tôn giáo truyền thống của họ.
Đến thế kỷ 17 thì triều đình Ahom cũng như thường dân chấp nhận ngôn ngữ Assam, và giáo phái Phật pháp (Ekasarana dharma) và giáo phái Shakta của Ấn Độ giáo.
Người Ahom hiện đại và văn hóa của họ là sự đồng bộ hóa của người Thái gốc cùng văn hóa của họ  với người dân địa phương nói tiếng Tạng-Miến và nền văn hóa của họ mà họ tiếp thu ở Assam. Một số nhóm dân tộc địa phương, bao gồm người Borahi nói tiếng Tạng-Miến, đã hoàn toàn lọt vào cộng đồng Ahom; trong khi các thành viên của các cộng đồng khác, dựa trên lòng trung thành của họ với vương quốc Ahom hoặc sự hữu ích của tài năng của họ, đã được chấp nhận là Ahom. Hiện tại họ đại diện cho nhóm Tai lớn nhất ở Ấn Độ, với dân số gần 1,3 triệu người ở Assam.
Hiện nay người Ahom cư trú chủ yếu ở Assam Thượng tại các huyện Golaghat, Jorhat, Sibsagar, Dibrugarh, Tinsukia (phía nam sông Brahmaputra); và ở Lakhimpur, Sonitpur và Dhemaji (phía bắc). Một số đáng kế thì sống ở Karbi Anglong và Lohit của Arunachal Pradesh.